# Culinária de São Tomé e Príncipe

Localização de São Tomé e Príncipe

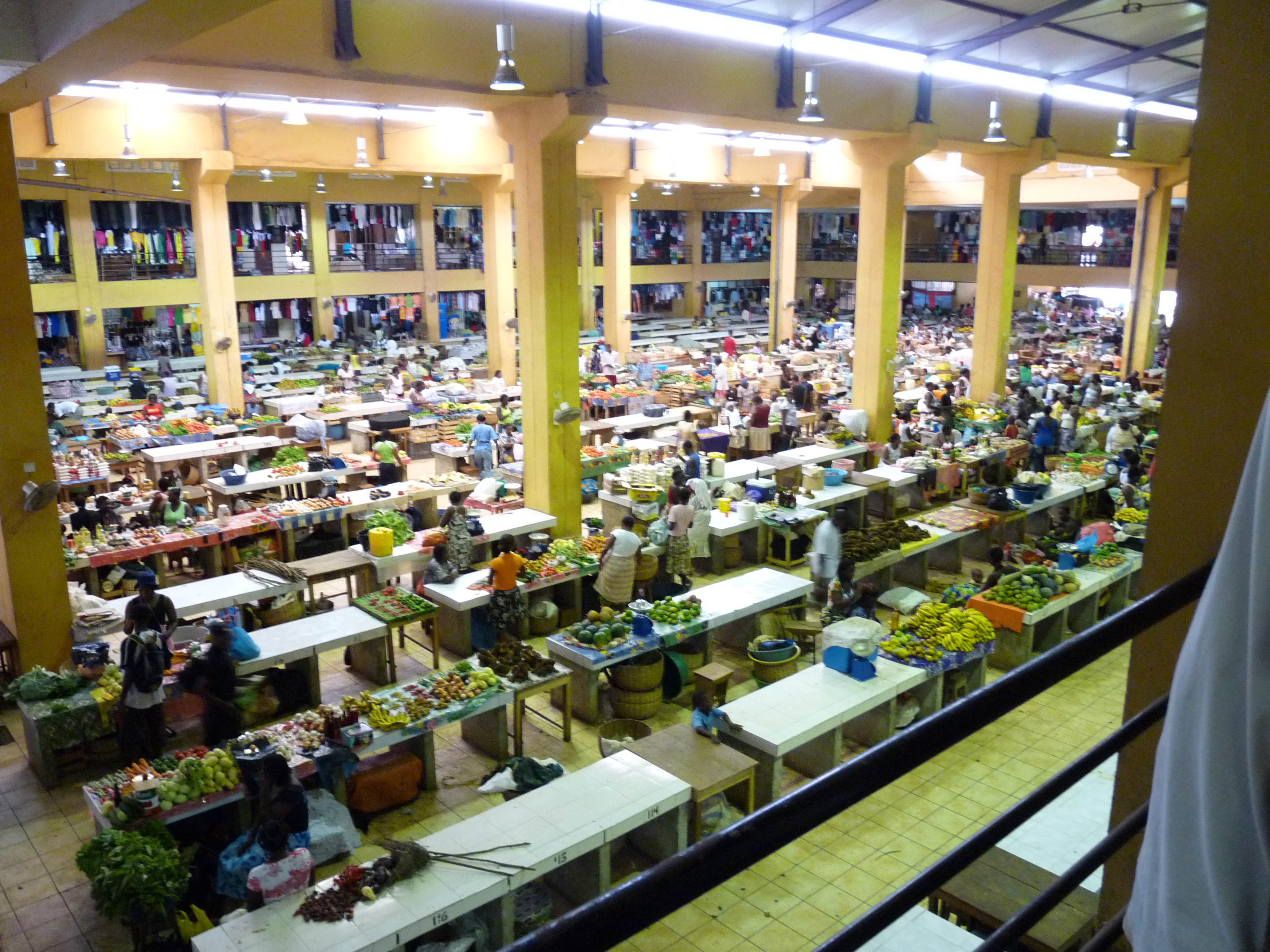
Um mercado em São Tomé, capital do país, serve de local para pescadores e agricultores locais

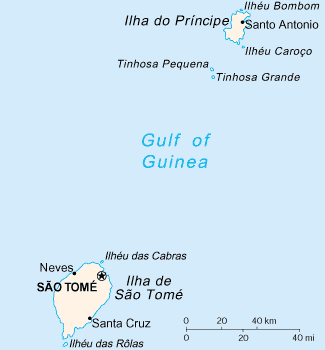
Um mapa aproximado de São Tomé e Príncipe

A cozinha santomense compreende a gastronomia, pratos e comidas de São Tomé e Príncipe, uma nação insular de língua portuguesa no Golfo da Guiné, ao largo da costa equatorial ocidental da África Central. O país é constituído por dois arquipélagos em torno das duas ilhas principais: São Tomé e Príncipe, localizado a cerca de 140 km (87 mi) distância e cerca de 250 e 225 km (155 e 140 km), respectivamente, ao largo da costa noroeste do Gabão.

## Visão geral
A produção doméstica de alimentos é inadequada para atender ao consumo local, de modo que o país importa grande parte de seus alimentos. Em 1997, estimou-se que 90% das necessidades alimentares do país são atendidas por meio de importações. Além disso, o país não é autossuficiente na produção de carne e grãos e depende da importação desses alimentos. Em 2003, estimou-se que apenas 8,33% das terras totais do país são aráveis.
As culturas alimentares primárias incluem banana, fruta-pão, taro, milho, feijão, mamão, óleo de palma e as culturas agrícolas primárias para exportação incluem cacau, copra e café. O peixe e o marisco têm destaque na cozinha de São Tomé e Príncipe, e a indústria pesqueira contribui com cerca de 25% do produto interno bruto do país. Também se cria aves em São Tomé e Príncipe. A culinária do país foi influenciada e moldada por colonos africanos e portugueses.

## Alimentos comuns
Os alimentos básicos incluem peixes, frutos do mar, feijão, milho e banana cozida. Frutas tropicais como abacaxi, abacate e banana são componentes importantes da culinária. O uso de especiarias picantes é destaque na cozinha santomense. O café é utilizado em diversos pratos como tempero ou especiaria. Os pratos do café da manhã são frequentemente sobras da refeição da noite anterior reaquecidas.
- O Arroz doce é um alimento tradicional de pequeno-almoço preparado com milho doce e coco.[6]
- Papa de banana é um mingau[5]
- A barriga de peixe é um prato tradicional santomense de peixe grelhado servido com arroz, fruta-pão ou mandioca.[6]
- Blablá[6]
- Broa (rolo de milho)[6]
- Cachupa é um prato preparado com vagem, fava e milho.[6]
- Calulu é um prato tradicional preparado com garoupa ou peixe defumado, camarão, tomate, quiabo, berinjela (berinjela), cebola e temperos, incluindo grãos do paraíso.[4] Algumas versões do prato podem incluir ou usar frango defumado, fruta-pão, óssame (uma fruta vermelha bulbosa) ou banana.[6] Demora cerca de cinco horas para o calulu tradicional ser preparado.[6]
- Frango
- Frango com molho de café, um preparado com frango, café, vinho branco, natas, alho, grãos de café e especiarias.[4]
- Coco
- Djogo[6]
- Peixe voador, tanto cozido quanto seco[6]
- Jaca[6]
- Manga[6]
- Omeletes[6]
- Porco cozido é um prato preparado com carne de porco, tomate, espinafre, cebola, alho e especiarias.[4]

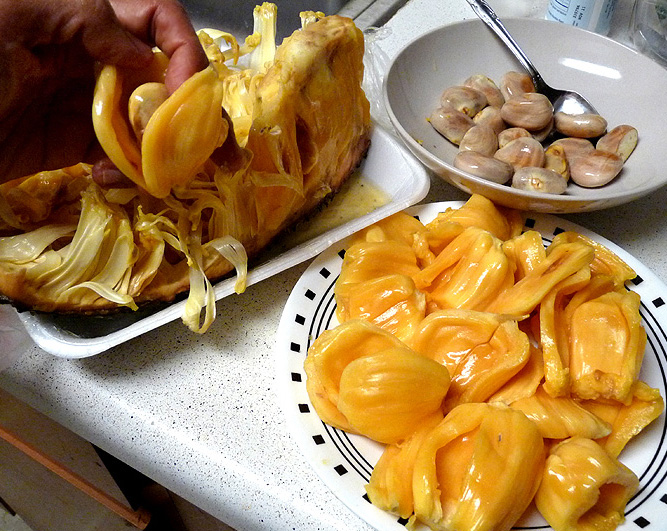
Jaca sendo preparada para consumo
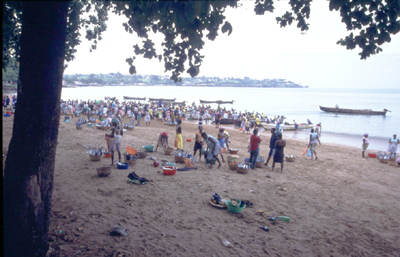
Pescadores pescam peixes em São Tomé
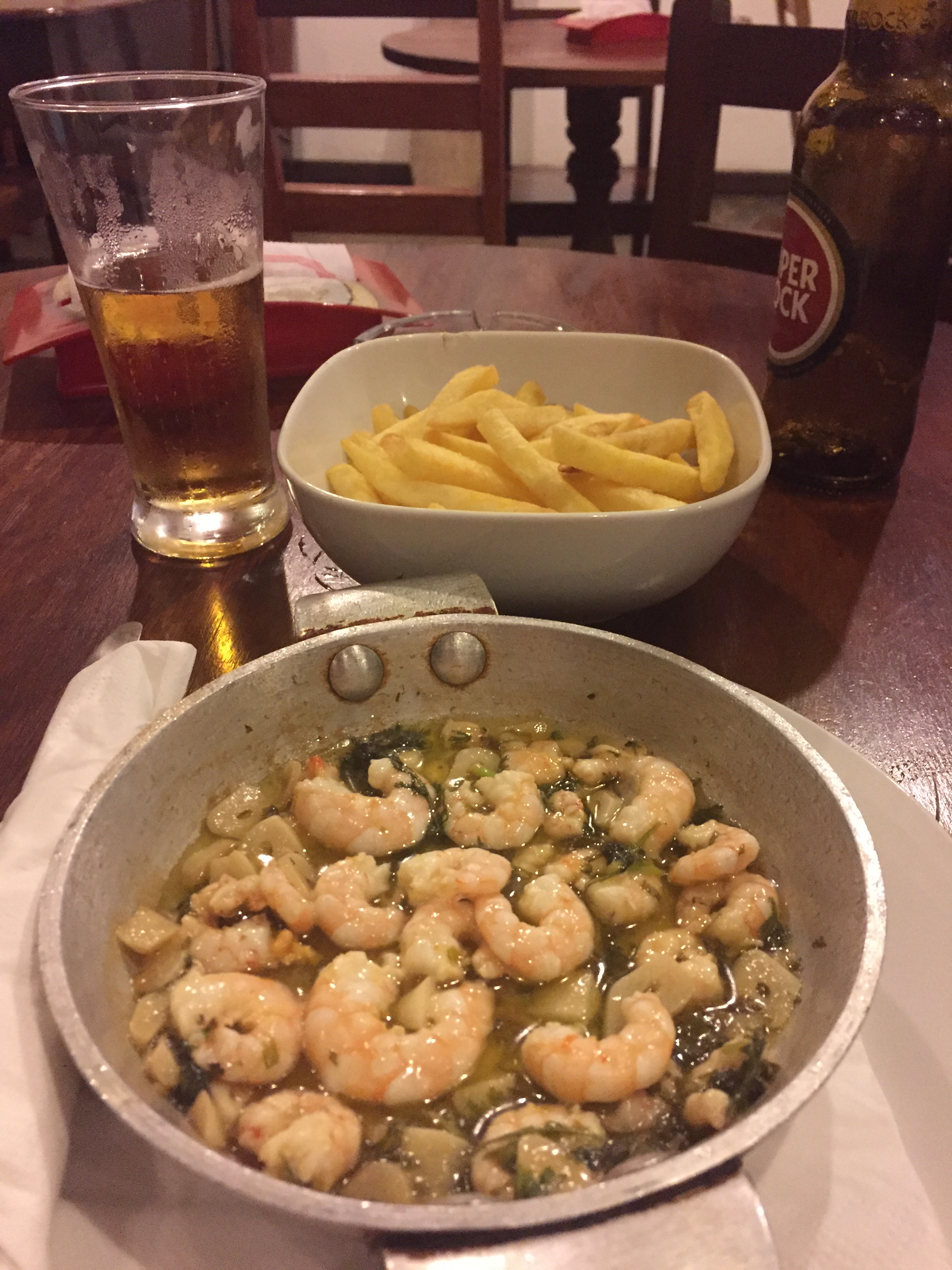
Camarão e batata frita servidos em hotel local, São Tomé
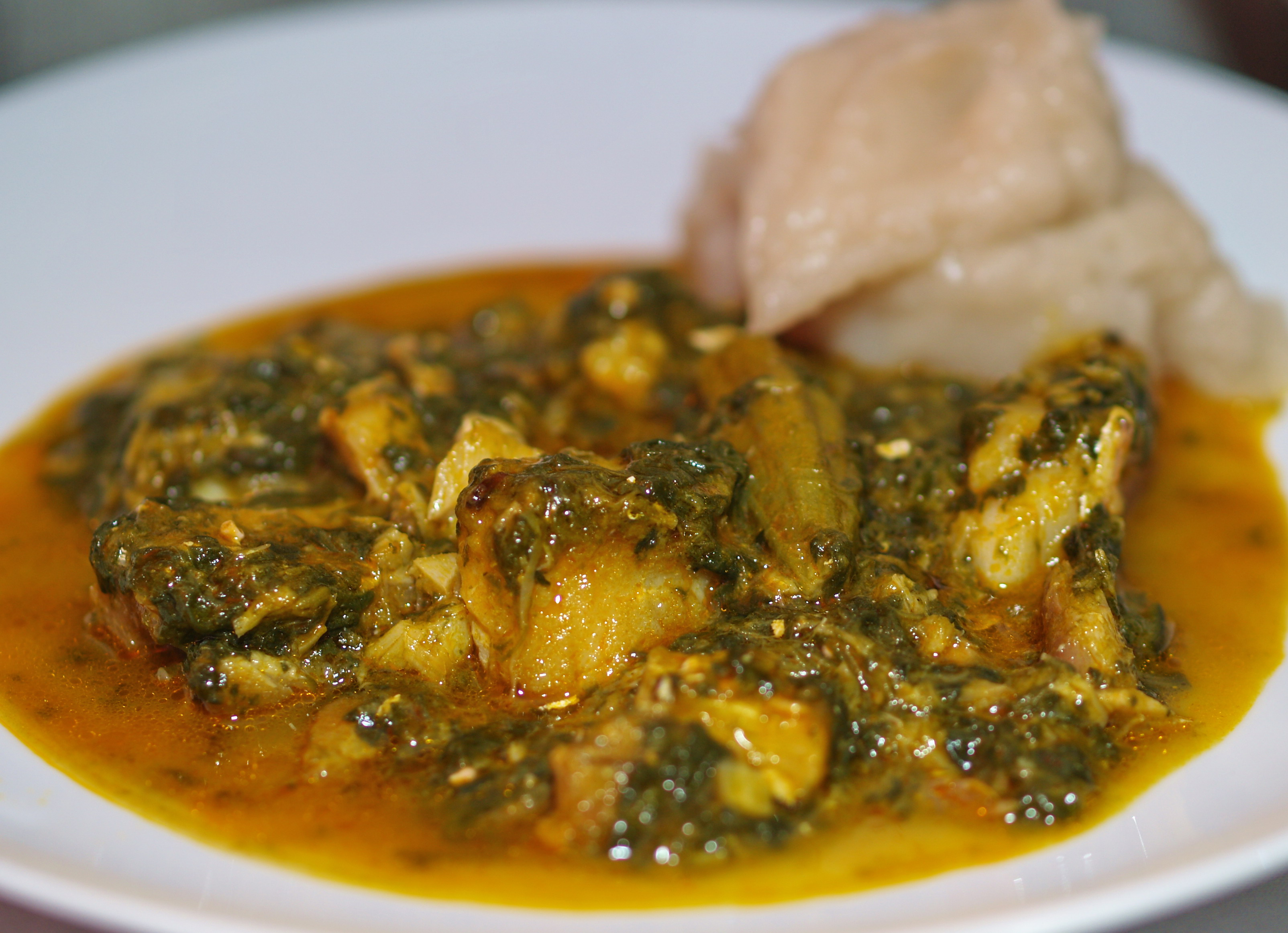
Peixe calulu, prato típico de São Tomé e Príncipe

## Bebidas

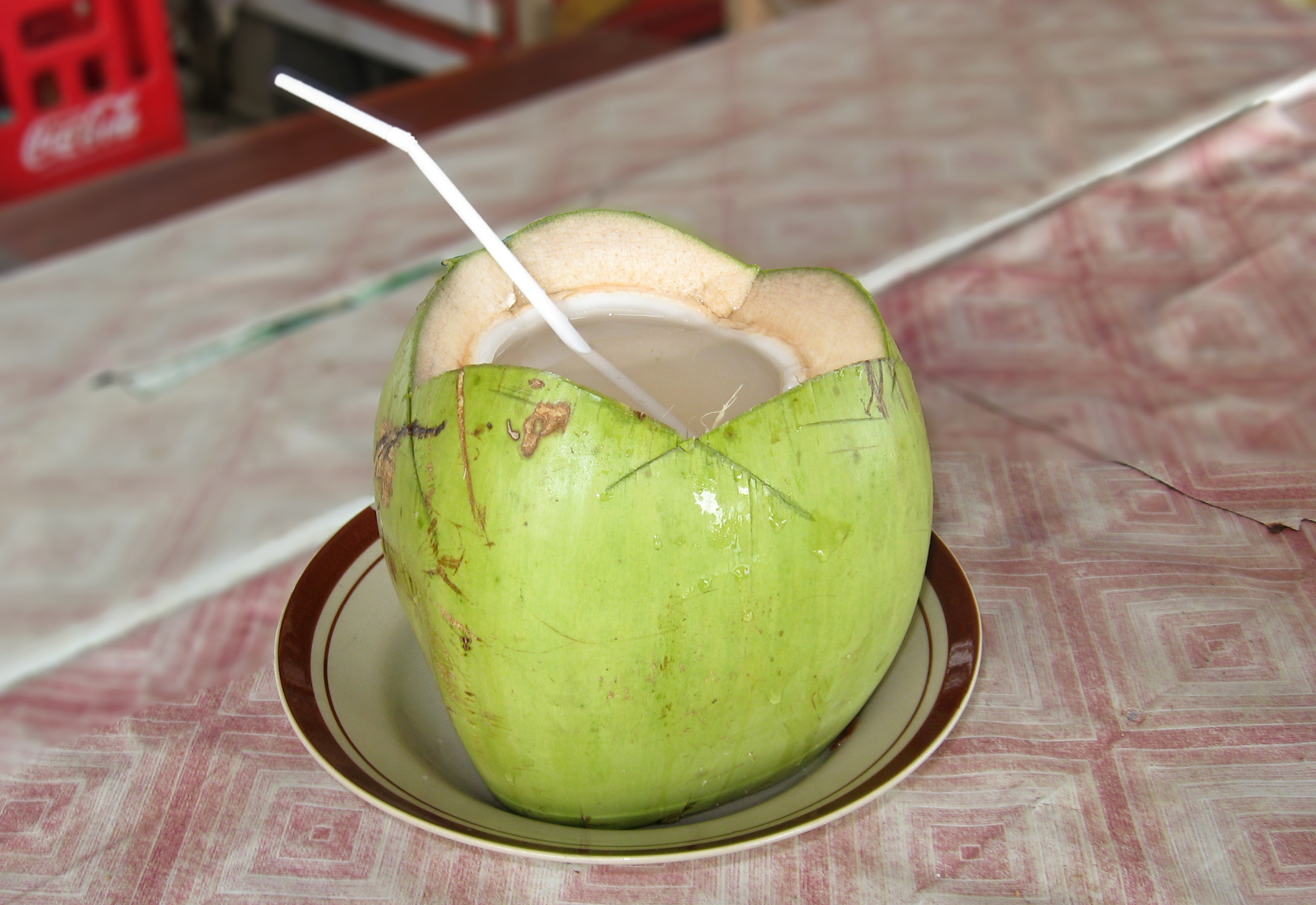
Água de coco

- Carioca de limão é preparada com casca de limão e água quente.[6]
- Água de coco[6]
- Café[6]
- Refrigerantes[6]
- Chá[6]

### Bebidas alcoólicas
- Aquardente é uma bebida destilada preparada a partir da cana-de-açúcar.[6]
- Nacional é a cerveja nacional do país.[6] Outras cervejas, como a Super Bock e a Sagres lager, são importadas de Portugal.[6] Criollo é outra marca de cerveja produzida no país.[6]
- O rum Gravana é preparado a partir da cana-de-açúcar.[6]
- O vinho de palma é considerado uma bebida nacional de São Tomé e Príncipe.[6]
- Ponche é um coquetel preparado com mel e aquardente.[6]
- Vinhos, normalmente importados de Portugal[6]

## Comida de rua

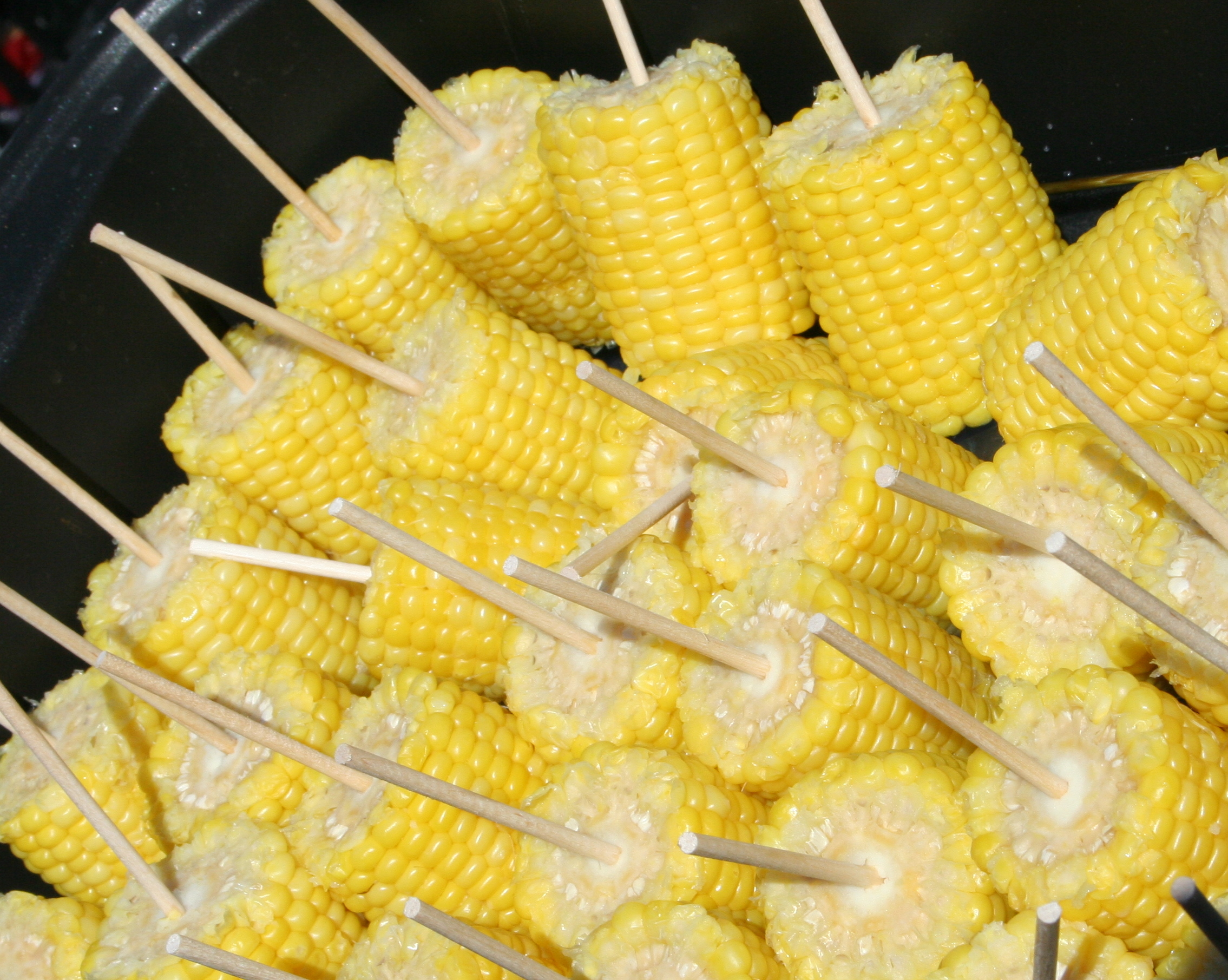
Espiga de milho cozida. Os vendedores ambulantes de São Tomé e Príncipe às vezes oferecem milho na espiga grelhado.

Alimentos de rua incluem ensopados, safú (uma fruta) e espiga de milho.

## Iguarias
A estufa de morcego é uma iguaria de guisado de morcego, servida nos dias santos e nas fiestas.

## Sobremesas e doces
- Açucarinhas são preparadas a partir de coco e açúcar, formadas em hambúrgueres e fritas no óleo de palma.[6]
- Aranha é preparada com coco, fios de açúcar e corante alimentar.[6]
- Canjica é um mingau preparado com grãos de milho-canjica, ovo, açúcar, canela e água.[4][5]
- Chocolate
- Mousse de chocolate[6]

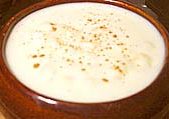
Canjica

## Salgadinhos
- A banana seca é uma banana desidratada e inteira com sabor defumado.[6]
- Bobofrito é uma especialidade de Príncipe que consiste em bananas fritas em óleo de coco.[6]
- Pãozinho com salame português e enchidos[5]
- Fios é um lanche preparado com farinha de milho e banana.[6]
- Gigumba (quebradiço de amendoim)[6]
- Palla-palla são batatas fritas preparadas com taro ou banana.[6]

## Condimentos
- O molho piri-piri preparado com pimenta malagueta é comumente encontrado em restaurantes santomenses.[6]